# Amphitretidae
Famille
Les Amphitretidae forment une famille d'animaux de l'ordre des octopodes.

## Liste des sous-familles et genres
Selon World Register of Marine Species (27 janvier 2016) :
- sous-famille Amphitretinae Hoyle, 1886
  - genre Amphitretus Hoyle, 1885
- sous-famille Bolitaeninae Chun, 1911
  - genre Bolitaena Steenstrup, 1859
  - genre Dorsopsis Thore, 1949
  - genre Japetella Hoyle, 1885
- sous-famille Vitreledonellinae Robson, 1932
  - genre Vitreledonella Joubin, 1918